# Norton F1
Norton F1 – motocykl sportowy firmy Norton, który oparty został na motocyklu wyścigowym RCW588. Oferowany był jednym tylko wariancie kolorystycznym: czarnym ze złotymi napisami i szaro-złotymi pasami. Silnik napędzany był podwójnym silnikiem wankla chłodzonym cieczą o pojemności 588 ccm. Jednostka ta została opracowana na podstawie silnika z Nortona Commandera.